# Аксаково (община)
Акса́ково (болг. Община Аксаково) — община в Болгарии. Входит в состав Варненской области. Население составляет 20 936 человек (на 15 мая 2008 года).

## Состав общины
В состав общины входят следующие населённые пункты:
1. Аксаково
2. Ботево
3. Водица
4. Выглен
5. Генерал-Кантарджиево
6. Доброглед
7. Долиште
8. Засмяно
9. Зорница
10. Игнатиево
11. Изворско
12. Кичево
13. Климентово
14. Крумово
15. Куманово
16. Любен-Каравелово
17. Новаково
18. Орешак
19. Осеново
20. Припек
21. Радево
22. Слынчево
23. Яребична